# Znělá alveolopalatální afrikáta
Znělá alveolopalatální afrikáta je souhláska, která se vyskytuje v některých jazycích. V mezinárodní fonetické abecedě se označuje symbolem dʑ, pro zdůraznění současné artikulace lze zapsat s vázacím znakem d͡ʑ,číselné označení IPA je 104 (183), ekvivalentním symbolem v SAMPA je dz\.